# Melanogryllus bilineatus
Melanogryllus bilineatus is een rechtvleugelig insect uit de familie krekels (Gryllidae). De wetenschappelijke naam van deze soort is voor het eerst geldig gepubliceerd in 1994 door Yang & Yang.